# Chrysichthys sianenna
Chrysichthys sianenna és una espècie de peix de la família dels claroteids i de l'ordre dels siluriformes.

## Alimentació
Es nodreix de peixets (normalment del gènere Lamprologus) i larves de libèl·lules.

## Morfologia
Els mascles poden assolir els 23 cm de llargària total.

## Distribució geogràfica
Es troba a Àfrica: llac Tanganyika.